# Flujo magnético

Flujo magnético por una espira

El flujo magnético (representado por la letra griega fi Φ), es una medida de la cantidad de magnetismo, y se calcula a partir del campo magnético, la superficie sobre la cual actúa y el ángulo de incidencia formado entre las líneas de campo magnético y los diferentes elementos de dicha superficie. La unidad de flujo magnético en el Sistema Internacional de Unidades es el weber y se designa por Wb (motivo por el cual se conocen como weberímetros los aparatos empleados para medir el flujo magnético). En el sistema cegesimal se utiliza el maxwell (1 weber =108 maxwells).
Para campos uniformes y superficies planas, si llamamos {\displaystyle {\vec {B}}\,\!} al vector campo magnético y {\displaystyle {\vec {S}}\,\!} al vector de área de la superficie evaluada, el flujo {\displaystyle \Phi \,\!} que pasa a través de dicha área es simplemente el producto escalar del valor absoluto de ambos vectores:
{\displaystyle \Phi ={\vec {B}}\cdot {\vec {S}}\,\!}
Si llamamos {\displaystyle \vartheta } al ángulo entre los dos vectores podemos desarrollar la expresión como:
{\displaystyle \Phi ={\vec {B}}\cdot {\vec {S}}=|{\vec {B}}||{\vec {S}}|\,\cos(\vartheta )\,\!}

Vectores normales a una superficie dada.

Generalizando aún más, podemos tener en cuenta una superficie irregular atravesada por un campo magnético heterogéneo. De esta manera, tenemos que considerar cada diferencial de área:
{\displaystyle \Phi =\int _{S}{\vec {B}}\cdot d{\vec {S}}\,}

## Descripción
La interacción magnética se describe en términos de un campo vectorial, donde cada punto del espacio se asocia a un vector que determina qué fuerza experimentaría una carga en movimiento en ese punto (véase fuerza de Lorentz). Dado que un campo vectorial es bastante difícil de visualizar al principio, en física elemental se puede visualizar este campo con líneas de campos. El flujo magnético a través de alguna superficie, en esta imagen simplificada, es proporcional al número de líneas de campo que pasan a través de esa superficie (en algunos contextos, el flujo puede ser definido para ser precisamente el número de líneas de campo que pasan a través de esa superficie; aunque técnicamente engañoso, esta distinción no es importante). El flujo magnético es el número neto de líneas de campo que pasan a través de esa superficie; es decir, el número que pasa en una dirección menos el número que pasa en la otra dirección (véase más adelante para decidir en qué dirección las líneas de campo llevan signo positivo y en cuál llevan signo negativo).
En física más avanzada, se abandona la analogía de la línea de campo y el flujo magnético se define propiamente como la integral de superficie de la componente normal del campo magnético que atraviesa una superficie. Si el campo magnético es constante, el flujo magnético que atraviesa una superficie de vector de área S es
{\displaystyle \Phi _{B}=\mathbf {B} \cdot \mathbf {S} =BS\cos \theta ,}
donde B es la magnitud del campo magnético (la densidad de flujo magnético) que tiene la unidad de Wb/m2 (tesla), S es el área de la superficie, y θ es el ángulo entre la línea de campo magnético y la normal (perpendicular) a la superficie S. Para un campo magnético variable, consideramos primero el flujo magnético a través de un elemento de área infinitesimal dS, donde podemos considerar que el campo es constante:
{\displaystyle d\Phi _{B}=\mathbf {B} \cdot d\mathbf {S} .}
Una superficie genérica, S, puede entonces descomponerse en elementos infinitesimales y el flujo magnético total a través de la superficie es entonces la integral de superficie
{\displaystyle \Phi _{B}=\iint _{S}\mathbf {B} \cdot d\mathbf {S} .}
A partir de la definición del potencial vectorial electromagnético A y del teorema fundamental del rizo el flujo magnético también puede definirse como:
{\displaystyle \Phi _{B}=\oint _{\partial S}\mathbf {A} \cdot d{\boldsymbol {\ell }},}
donde la integral de línea se toma sobre el límite de la superficie S, que se denota ∂S.

## Flujo magnético a través de una superficie cerrada

Algunos ejemplos de superficies cerradas (izq) y superficies abiertas (der). Izq: Superficie de una esfera, superficie de un toroide, superficie de un cubo. Der: Siperficie de un disco, superficie de un cuadrado, superficie de una semiesfera. (La superficie se indica en azul, el contorno en rojo.)

La ley de Gauss para el magnetismo, que es una de las cuatro ecuaciones de Maxwell, establece que el flujo magnético total a través de una superficie cerrada es igual a cero. (Una superficie cerrada es una superficie que encierra completamente un volumen o volúmenes sin huecos). Esta ley es consecuencia de la observación empírica de que nunca se han encontrado monopolos magnéticos.
O en otras palabras, la ley de Gauss del magnetismo establece que:
{\displaystyle \Phi _{B}=\,\!} {\displaystyle \scriptstyle S} {\displaystyle \mathbf {B} \cdot d\mathbf {S} =0}
para toda superficie cerrada S.

## Cuantización del flujo magnético

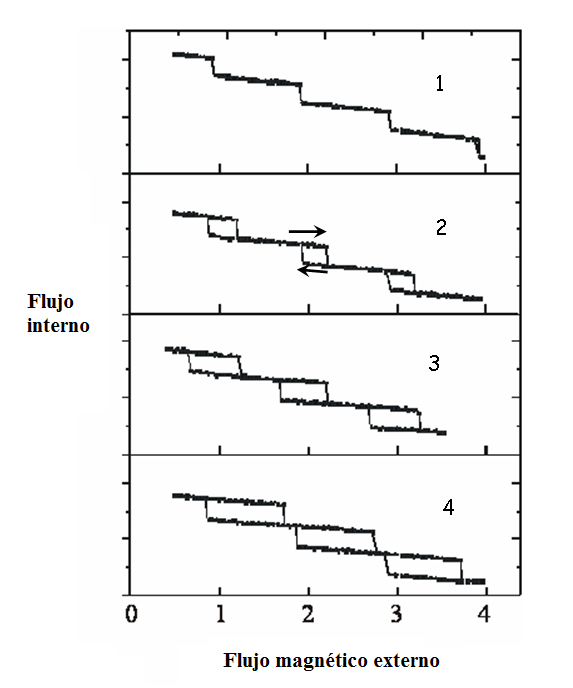
Cuantización del flujo magnético en un anillo superconductor.

Como ya predijo Fritz London en 1948, es posible observar la cuantización del flujo magnético en sustancias superconductoras. El cuanto de flujo magnético es una constante física:
{\displaystyle \Phi _{0}={\frac {h}{2e}}=2.067833636\cdot 10^{-15}\,Wb\,\!}.
El inverso del cuanto de flujo magnético KJ = 1/Φ0 se suele conocer como constante de Josephson, por Brian David Josephson.
Empleando el efecto Josephson es posible medir con mucha precisión el cuanto de flujo magnético, lo cual se ha empleado junto con el efecto Hall cuántico para medir la constante de Planck con la máxima precisión hasta la fecha. Es bastante irónico el hecho de que la constante de Planck suela estar asociada a sistemas microscópicos, pero su valor se calcula a partir de dos fenómenos macroscópicos como el efecto Josephson y el efecto Hall cuántico.

## Cambio del flujo magnético
Un cambio en el flujo magnético que pasa a través de un bucle de alambre conductor provocará una fuerza electromotriz y, por lo tanto, una corriente eléctrica en el bucle.  La relación viene dada por la Ley de Faraday:
{\displaystyle {\mathcal {E}}=\oint _{\partial \Sigma }\left(\mathbf {E} +\mathbf {v} \times \mathbf {B} \right)\cdot d{\boldsymbol {\ell }}=-{\frac {d\Phi _{B}}{dt}},}
donde
- {\displaystyle {\mathcal {E}}} es la fuerza electromotriz (FEM),
- el signo menos representa la ley de Lenz,
- ΦB es el flujo magnético a través de una superficie abierta Σ,
- ∂Σ es la frontera de la superficie abierta Σ; la superficie, en general, puede estar en movimiento y sufriendo deformación, y por lo tanto en su forma general es una función del tiempo. La fuerza electromotriz es inducida a lo largo de esta frontera.
- dℓ es un elemento vector infinitesimal del contorno ∂Σ,
- v es la velocidad de la frontera ∂Σ,
- E es el campo eléctrico,
- B es el campo magnético.

Las dos ecuaciones para la FEM son, en primer lugar, el trabajo por unidad de carga realizado contra la fuerza de Lorentz al mover una carga de prueba alrededor del límite de la superficie (posiblemente en movimiento) ∂Σ y, en segundo lugar, como el cambio de flujo magnético a través de la superficie abierta Σ. Esta ecuación es el principio que sustenta el funcionamiento del generador eléctrico.

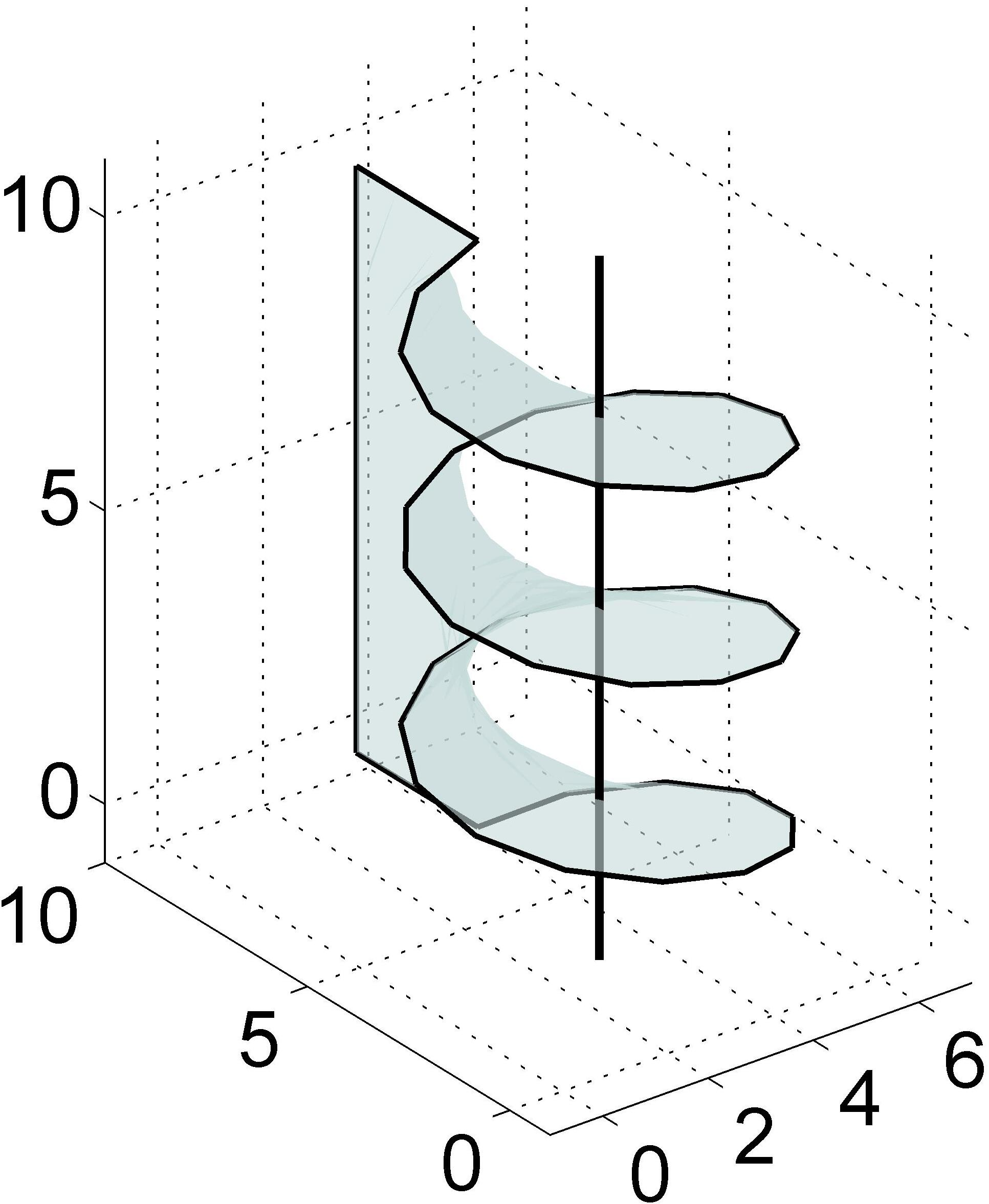
Área definida por una bobina eléctrica de tres espiras.

## Ilustración

Flujo magnético a lo largo del eje de una larga y delgada bobina cilíndrica.

Mientras que es relativamente fácil hacerse una idea clara del flujo eléctrico y de la carga eléctrica {\displaystyle Q} en C (o As), es decir, la de un número correspondientemente grande de electrones, capaces de mantener una corriente de 1 A durante un segundo, por ejemplo, esto es mucho más difícil para el flujo magnético, medido en Wb (o Vs).
Una de las posibilidades es referirse al concepto suma temporal de tensión o suma temporal de voltaje-tiempo, también conocido como sobretensión:
{\displaystyle \Phi =-\int U_{\text{ind}}\cdot \mathrm {d} t}
Si se representa gráficamente el voltaje de inducción en un bucle conductor en función del tiempo, se observa que el área bajo la curva de tensión permanece siempre igual con una intensidad constante del campo de excitación, independientemente de la rapidez o lentitud con que varíe el flujo. En consecuencia, una de las definiciones del flujo magnético {\displaystyle \Phi } basada en el concepto de la suma voltaje-tiempo es la siguiente:
'«El flujo magnético través de una superficie es 1 Weber [...] si se induce una suma de voltaje-tiempo de 1 V-s en un circuito que la rodea cuando el flujo magnético a través de la superficie desaparece.»
Formulado de manera más coloquial: Un flujo magnético de 1 Weber (o 1 Vs) es aquella «cantidad de magnetismo» que, al desaparecer, es capaz de mantener una tensión de 1 V durante un segundo en el circuito que la rodea. (Cf. también dominio temporal de la tensión)

## Cuántico del flujo magnético
| -{CODATA}- valores | -{CODATA}- valores         | Unidades |
| ------------------ | -------------------------- | -------- |
| Φ0                 | 2,067 833 848 ... × 10 −15 | Wb       |
| KJ                 | 483 597,8484...×109        | Hz/V     |
| KJ-90              | 483 597,9×109              | Hz/V     |

El flujo magnético, representado por el símbolo Φ, recorrido por un contorno o espira se define como el campo magnético B multiplicado por el área de la espira S , es decir Φ = B ⋅ S . B y S pueden ser arbitrarios, lo que significa que Φ también puede serlo. Sin embargo, si se trata de un bucle superconductor o una abertura en un superconductor en masa , el flujo magnético que pasa a través de dicha abertura/bucle en realidad está cuantificado. El cuanto de flujo magnético (superconductor) Φ0 = h/(2e) ≈ 2,067 833 848 ... × 10 −15  Wb  es una combinación de constantes físicas básicas: la constante h de Planck y la carga del electrón e. Por tanto, su valor es el mismo para todos los superconductores . El fenómeno de la cuantificación del flujo fue descubierto experimentalmente por BS Diver y VM Fairbank, e independientemente por R. Dahl y M. Niebauer,  1961. La cuantificación del flujo magnético está estrechamente relacionada con el efecto Little-Parks,  pero Fritz London lo predijo anteriormente en 1948 utilizando un modelo fenomenológico.
El valor inverso del cuanto de flujo, 1/Φ0, se llama constante de Josephson y se denota KJ. Es la constante de proporcionalidad del efecto Josephson, que relaciona la diferencia de potencial a través de la unión Josephson con la frecuencia de radiación .El efecto Josephson se utiliza ampliamente para proporcionar un estándar para mediciones de diferencia de potencial de alta precisión, que (de 1990 a 2019) se han asociado con un valor fijo y convencional de la constante de Josephson, denominado KJ-90. Con la redefinición de las unidades básicas del SI a partir de 2019, la constante de Josephson tiene el valor correcto KJ = 483 597,84841698... GHz⋅V−1,  que reemplaza el valor convencional KJ-90.
Las siguientes ecuaciones físicas utilizan unidades SI. En unidades CGS aparecería el factor c.
Las propiedades superconductoras en cada punto del superconductor se describen mediante una función de onda mecánica cuántica compleja Ψ(r,t), el parámetro de orden del superconductor. Como cualquier función compleja, Ψ se puede escribir como Ψ = Ψ0eiθ, donde Ψ0  es la amplitud y θ es la fase. Cambiar la fase θ por 2πn no cambiará Ψ0 y, en consecuencia, ninguna propiedad física cambiará. Sin embargo, en un superconductor de topología no trivial, p.e. superconductor con una apertura o un bucle/cilindro superconductor, la fase θ puede cambiar continuamente desde algún valor θ0 al valor θ0 + 2πn a medida que recorre la apertura/bucle y alcanza el mismo punto de partida. Si esto es así, entonces hay n cuantos de flujo magnético atrapados en la ranura/bucle,  como se muestra a continuación.
Por acoplamiento mínimo , la probabilidad de corriente de pares de cobre en un superconductor es:
{\displaystyle \mathbf {J} ={\frac {1}{2m}}\left[\left(\Psi ^{*}(-i\hbar \nabla )\Psi -\Psi (-i\hbar \nabla )\Psi ^{*}\right)-2q\mathbf {A} |\Psi |^{2}\right]\,\!.}
Aquí, la función de onda es el parámetro de orden de Ginzburg-Landau ::
{\displaystyle \Psi (\mathbf {r} )={\sqrt {\rho (\mathbf {r} )}}\,e^{i\theta (\mathbf {r} )}.}
Incluyendo en la expresión de probabilidad actual, se obtiene:
{\displaystyle \mathbf {J} ={\frac {\hbar }{m}}(\nabla {\theta }-{\frac {q}{\hbar }}\mathbf {A} )\rho .}
Mientras está dentro del cuerpo del superconductor, la densidad de corriente {J} es cero; por lo tanto:
{\displaystyle \nabla {\theta }={\frac {q}{\hbar }}\mathbf {A} .}
Integrando alrededor del agujero/bucle usando el teorema de Stokes y La siguiente ecuación representa la relación entre el campo magnético y el potencial vector:
{\displaystyle \nabla \times \mathbf {A} =\mathbf {B} } da::
{\displaystyle \Phi _{B}=\oint \mathbf {A} \cdot d\mathbf {l} ={\frac {\hbar }{q}}\oint \nabla {\theta }\cdot d\mathbf {l} .}
Ahora, como el orden del parámetro debe volver al mismo valor cuando la integral regresa al mismo punto, obtenemos:
{\displaystyle \Phi _{B}={\frac {\hbar }{q}}2c\pi =c{\frac {h}{2e}}.}